# Música da Gronelândia
A música da Groenlândia é uma mistura de duas fontes principais, Inuit e dinamarquesa, com influências agregadas dos Estados Unidos e Reino Unido.
Alguns compositores europeus clássicos como Poul Rovsing Olsen e Adrian Vernon Fish têm temas groenlandeses.
O hino nacional da Gronelândia, oficializado em 1916, é chamado de "Nunarput utoqqarsuanngoravit" que se traduz como nosso país, que envelheceu tanto, com letra de Henrik Lund e a música de Jonathan Petersen, ambos groenlandeses.
O estilo musical da Groenlândia tem sido descrito como Country rock, tanto por sua música como para a sua poesia, de acordo com o músico groenlandês Hans Rosenberg. Alguns elementos da música moderna local foram incorporados nos temas do músico de Jazz Kristian Blak.[carece de fontes?]
O registro mais importante é ULO na cidade de Sisimiut criado por Malik Hoegh e Sommer Karsten. ULO grava música de vários estilos: do rock de bandas Gronelandesas como Sume, cantores Rasmus Lyberth grupos de hip hop como Nuuk Posse. Também distribui a música folclórica Inuit.